# سوق لاتاريني

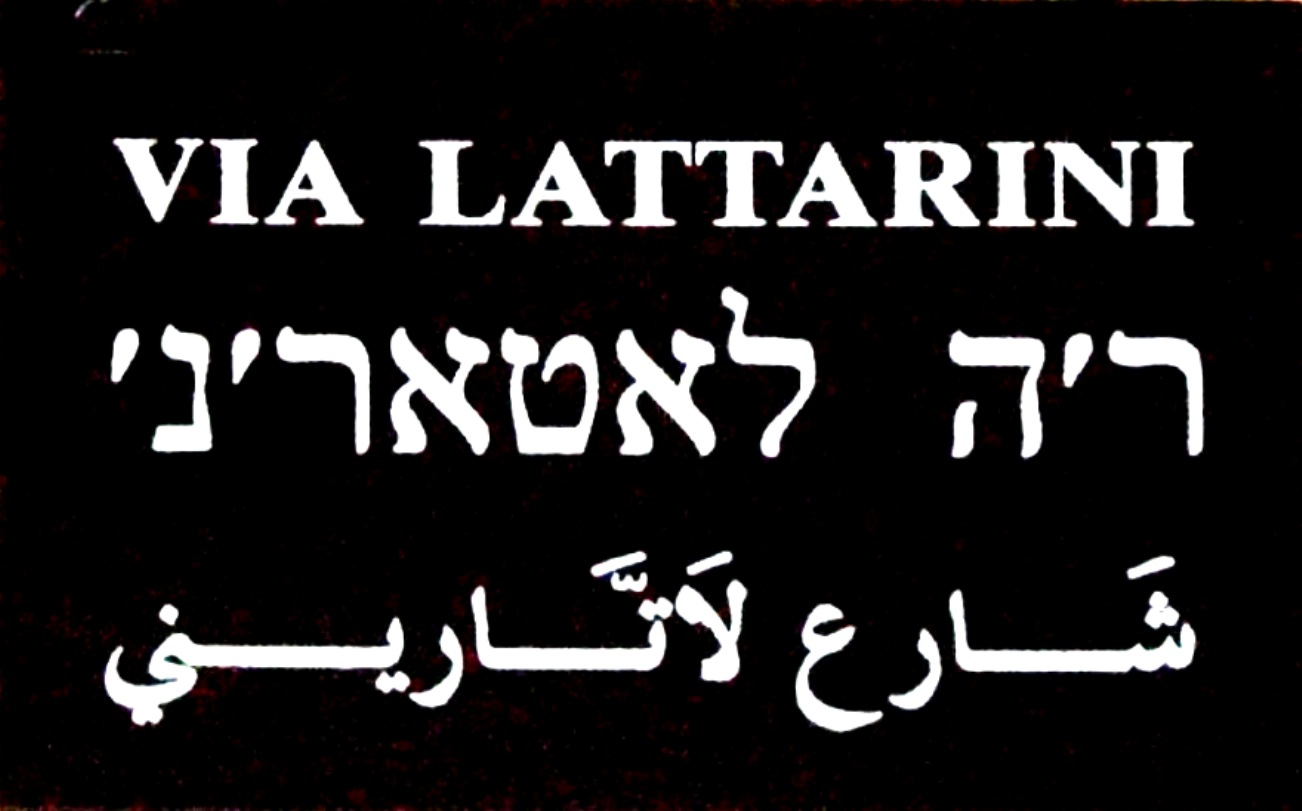
باليرمو، لوحة لاتاريني ثلاثية اللغات

سوق لاتاريني أو سوق العطارين هو أحد الأسواق التاريخية في باليرمو، ويقع في منطقة كالسا، برز السوق في فترة حكم المسلمين لجنوب إيطاليا.

## الوصف
السوق له أصول عربية، كما يتضح من اسمه، الذي اشتُق من سوق العطارين، أي سوق التوابل، أو سوق البقالين، وفي الحقيقة كانت المنطقة معروفة ببيع التوابل والأدوية. تاريخيًّا كان السوق، كما هو الحال في كل المدن العربية ذات الأهمية، يقع بالقرب من المسجد.

## ملحوظات
1. ↑  "Server Unavailable". مؤرشف من الأصل في 2009-04-30.
2. 1 2  Saccaro, Aldo (2008). Gli Ebrei di Palermo: dalle origini al 1492 (بالإيطالية). Casa Editrice Giuntina. p. 106. ISBN:978-88-8057-312-8. Archived from the original on 2024-12-04.